# Vashishtha Narayan Singh
Vashishtha Narayan Singh (Basantpur, 2 de abril de 1946 – Patna, 14 de novembro de 2019) foi um matemático e acadêmico indiano. Ele lecionou matemática em vários institutos na Índia entre as décadas de 1960 e 1970. Ele é popular nas mídias sociais por supostamente ter desafiado a Teoria da Relatividade de Einstein, mas não há fontes confiáveis que comprovem isso. No início da década de 1970, Singh foi diagnosticado com esquizofrenia, o que fez com que ele entrasse e saísse de hospitais psiquiátricos várias vezes e só retornou ao mundo acadêmico em 2014. Ele recebeu postumamente o Padma Shri, o quarto maior prêmio civil da Índia por suas contribuições, em 2020.

## Início da vida e carreira
Singh nasceu em 2 de abril de 1946, filho de Lal Bahadur Singh, um policial, e Lahaso Devi, no vilarejo de Basantpur, no distrito de Bhojpur, em Bihar, Índia.
Singh foi uma criança prodígio. Sua educação primária e secundária foi feita na Netarhat Residential School e sua educação universitária foi feita na Patna Science College. Ele foi reconhecido como estudante quando a Universidade de Patna permitiu que ele se apresentasse para o exame no primeiro ano do curso de três anos de BSc (Hons.) em Matemática e, posteriormente, para o exame de MSc no ano seguinte.
Singh ingressou na Universidade da Califórnia em Berkeley, em 1965, e obteve seu PhD em Reprodução de Núcleos e Operadores com um Vetor Cíclico (Teoria do Espaço Vetorial do Ciclo) em 1969, sob a orientação do doutorando John L. Kelley.
Após receber seu doutorado, Singh ingressou na Universidade de Washington como professor assistente. Ele retornou à Índia em 1974 para lecionar no Indian Institute of Technology Kanpur. Depois de oito meses, ele se juntou ao Tata Institute of Fundamental Research (TIFR), em Bombaim, onde trabalhou em um cargo de curto prazo. Mais tarde, foi nomeado professor do Indian Statistical Institute, em Calcutá.

## Vida posterior
Singh casou-se com Vandana Rani Singh em 1973 e eles se divorciaram em 1976. Mais tarde, ele foi diagnosticado com esquizofrenia. Com a piora de sua condição no final da década de 1970, ele foi internado no Instituto Central de Psiquiatria em Kanke (atualmente em Jharkhand) e permaneceu lá até 1985.
Em 1987, Singh retornou ao seu vilarejo de Basantpur. Ele desapareceu durante sua viagem de trem para Pune em 1989 e foi encontrado quatro anos depois, em 1993, em Doriganj, perto de Chhapra, no distrito de Saran. Ele foi então internado no Instituto Nacional de Saúde Mental e Neurociências (NIMHANS), em Bangalore. Em 2002, foi tratado no Instituto de Comportamento Humano e Ciências Aliadas (IHBAS), em Nova Délhi.
Em 2014, Singh foi nomeado professor visitante na Universidade Bhupendra Narayan Mandal (BNMU) em Madhepura.
Singh morreu em 14 de novembro de 2019 no Patna Medical College and Hospital, em Patna, após uma doença prolongada.

## Prêmios
Singh recebeu o Padma Shri, o quarto maior prêmio civil da Índia, postumamente em 2020.

## Na cultura popular
O cineasta Prakash Jha anunciou um filme biográfico sobre a vida de Singh em 2018. O irmão de Singh, Ayodhya Prasad Singh, citando questões pendentes de tutela legal, disse que nenhum direito de filmagem havia sido concedido.

## Publicação
- Singh, Vashishtha N. (1974). «Reproducing kernels and operators with a cyclic vector. I.». Pacific Journal of Mathematics (em inglês). 52 (2): 567–584. ISSN 0030-8730. doi:10.2140/pjm.1974.52.567